# Noemí Jordana i Bofill
Noemí Jordana Bofill (Torelló, 17 d'octubre de 1980) és una exjugadora de bàsquet catalana.
Coneguda esportivament com Noe Jordana, va formar-se al Club Bàsquet Torelló i s'incorporà al Segle XXI en categoria cadet. Va debutar a la Lliga femenina amb el Ros Casares la temporada 1998-99 i dos anys després va fitxar pel Celta Banco Simeón, amb el qual va ser campiona de Copa de la Reina (2001) i va guanya tres Copes Galícia consecutives (2001-03). La temporada 2004-05 va tornar al Ros Casares. Va jugar durant quatre temporades i en aquesta segona etapa va guanyar el doblet de Copa i Lliga en dues ocasions (2007 i 2008). Posteriorment, va jugar amb el Club Bàsquet Olesa-Espanyol (2008-09) i va tornar a jugar per segon cop amb el RC Celta de Vigo, amb el qual va guanyar una Copa Galícia (2009). El 2011 va fitxar per l'Uni Girona Club de Bàsquet, amb el qual va jugar durant sis temporades. Amb el club gironí, va arribar a ser-ne la capitana i va aconseguir un títol de Lliga (2014-15), el primer de l'entitat. Va retirar-se de la competició al final de la temporada 2016-17. Fou internacional amb la selecció espanyola en disset ocasions, proclamant-se campiona d'Europa sub-18 (1998) i aconseguint la medalla de bronze als Jocs Mediterranis de 2011.
Entre d'altres reconeixements, fou escollida millor jugadora de basquet catalana la temporada 2014-15 a la Nit del Bàsquet Català 2015. Després de la seva retirada, ha exercit com a professora d'escola de primària i vicepresidenta de l'Spar Citylift Girona. El desembre de 2017, el club gironí va retirar el número 9 de la seva samarreta en un acte al Pavelló Municipal Girona-Fontajau, amb la presència del secretari general de l'Esport de la Generalitat de Catalunya, Gerard Figueras, l'alcaldessa de Girona, Marta Madrenas, la Federació Catalana de Bàsquet i els Marrecs de Salt.

## Palmarès
Clubs
- 3 Lligues espanyoles de bàsquet femenina: 2006-07, 2007-08, 2014-15
- 3 Copes espanyoles de bàsquet femenina: 2000-01, 2006-07, 2007-08
- 4 Supercopes d'Espanya de bàsquet femenina: 2004-05, 2006-07, 2007-08, 2015-16
- 4 Lligues catalanes de bàsquet femenina: 2010-11, 2011-12, 2012-13, 2013-14
- 4 Copes Galícia de bàsquet femenina: 2001, 2002, 2003, 2009

Selecció espanyola
- 1 medalla de bronze als Jocs del Mediterrani: 2011